# Рут Чатертон
Рут Чатертон (енгл. Ruth Chatterton) је била америчка глумица, књижевница и авијатичарка, рођена 24. децембра 1892. године у Њујорку, а преминула 24. новембра 1961. године у Норвоку (Конектикат). Номинована је за Оскара за најбољу главну глумицу за улогу у филму Мадам Икс.

## Додатне информације
- Ruth Chatterton Papers, 1893-1961 Архивирано на веб-сајту  (7. јун 2019), Sophia Smith Collection, Smith College.